# أبو اللسن
أبو اللسن قرية وحامية تركية بها مواقع للجيش التركي. تقع جنوب مدينة معان (25 كيلومتر).